# Југославија на избору за Песму Евровизије 1975.
Југославија је учествовала на Песми Евровизије 1975. у шведском граду Стокхолму.

## Југовизија
У Кристалној дворани хотела Кварнер у Опатији одржано је и 15. издање Југовизије, одржана су два полуфинала и једно финално вече. Публику је кроз све три вечери водио Оливер Млакар. У две полуфиналне вечери, одржане 13. и 14. фебруара 1975, пласирале су се 33 песме. У финалу је било места само за њих 14.

### Прво полуфинале
Испод је приказана табела с извођачима и одговарајућим песмама из првог полуфинала. Обојене колоне означавају пласман у финале.
| Р. бр. | Извођач          | Песма                     |
| ------ | ---------------- | ------------------------- |
| 1.     | Булдожер         | Растемо                   |
| 2.     | Милован Поповић  | Дјечак као да вијек има   |
| 3.     | Амбасадори       | Буди са њом               |
| 4.     | Љуан Хајра       | Данас или сутрадан        |
| 5.     | Бети Ђорђевић    | Нека срце куца јаче       |
| 6.     | Елда Вилер       | Ријеч по ријеч            |
| 7.     | Импулси          | Утисак                    |
| 8.     | Нина Спирова     | Молци и ти                |
| 9.     | Ђани Маршан      | О чему сањаш              |
| 10.    | Верица Ристовска | Мирност                   |
| 11.    | Ото Пестнер      | Пријатељи из отроских лет |
| 12.    | Море             | Ово вријеме               |
| 13.    | Горан Герин      | Атлантида                 |
| 14.    | Марјетка Фалк    | Данес                     |
| 15.    | Неда Украден     | Срце у срцу               |
| 16.    | Ксенија Еркер    | Никада више               |
| 17.    | Шабан Кељменди   | Мали пер те хамбурен      |

### Друго полуфинале
Испод је приказана табела с извођачима и одговарајућим песмама из другог полуфинала. Обојене колоне означавају пласман у финале.
| Р. бр. | Извођач                     | Песма                  |
| ------ | --------------------------- | ---------------------- |
| 1.     | Далибор Брун                | Руже                   |
| 2.     | Диме Поповски               | Вечер на Сара          |
| 3.     | Соња Габршчек и Брацо Корен | Пријатељ,встопи        |
| 4.     | Група 777                   | Ти, он или нетко трећи |
| 5.     | Верица Ђурковић             | Срећа                  |
| 6.     | Индекси                     | Ти си ми била нај, нај |
| 7.     | Јадранка Стојаковић         | Нови људи              |
| 8.     | Сунце                       | Када оду сњегови       |
| 9.     | Радојка Шверко              | Остани још једну ноћ   |
| 10.    | 4М                          | Перпетуум мобиле       |
| 11.    | Бесник Крајку               | Сири Ит Аи Куиел Не Ши |
| 12.    | Оливер Драгојевић           | Цеста сунца            |
| 13.    | Бисерка Спевец              | Растанак               |
| 14.    | Бисера Велетанлић           | Ти си човек мој        |
| 15.    | Пепел Ин Кри                | Дан љубезни            |
| 16.    | Славе Димитров              | Доста сме се лажали    |

### Финале
Велико финале Југовизије одржано је 15. фебруара са 14 такмичара. Победника вечери и целог такмичења изабрао је осмочлани стручни жири. По један члан жирија био је из сваке републике и по један из две аутономне покрајине. Гласовима осам чланова жирија одлучено је да победник Југовизије 1975. буде група Пепел ин Кри с песмом Дан љубезни.

## На Евровизији
На Песми Евровизије у Стокхолму, представници Југославије су заузели 13. место од 19 извођача са 22 бода.